# 헤이 아놀드 - 극장판
헤이 아놀드 - 극장판(Hey Arnold! The Movie)은 미국에서 제작된 턱 터커 감독의 2002년 애니메이션 영화이다. 프란체스카 스미스 등이 주연으로 출연하였고 크레이그 바틀렛 등이 제작에 참여하였다.

## 출연

### 주연
- 프란체스카 스미스
- 자밀 워커 스미스
- 댄 카스텔라네타

### 조연
- 트레스 맥닐
- 폴 소르비노
- 제니퍼 제이슨 리
- 크리스토퍼 로이드
- 빈센트 쉬아벨리
- 모리스 라마체
- 저스틴 쉔카로우
- 올리비아 핵
- 앤디 맥아피
- 샘 지팔디
- 제임스 킨
- 크레이그 바틀렛
- 바비 에드너

## 제작진
- 원조: 크레이그 바틀렛